# Fănica Costea
Fănica Costea (22 de marzo de 1968) es una deportista rumana que compitió en remo. Ganó dos medallas en el Campeonato Mundial de Remo, en los años 1991 y 1993.

## Palmarés internacional
| Campeonato Mundial | Campeonato Mundial       | Campeonato Mundial | Campeonato Mundial |
| Año                | Lugar                    | Medalla            | Prueba             |
| ------------------ | ------------------------ | ------------------ | ------------------ |
| 1991               | Viena (Austria)          | Medalla de bronce  | Cuatro scull       |
| 1993               | Račice (República Checa) | Medalla de oro     | Ocho con timonel   |